# Scuola catechetica di Alessandria
La scuola catechetica di Alessandria, in greco τῆς κατηχήσεως Διδασκαλεῖον, è stata la scuola di teologia di Alessandria d'Egitto attiva sin dal II secolo. Importante istituzione cristiana, fu il fulcro e il maggiore centro di studi volto a combattere lo gnosticismo imperante nella città. Non va confusa con la Scuola neoplatonica di Alessandria o Didaskaleion (Διδασκαλεῖον).

## Storia
Seconda città dell'Impero romano, Alessandria d'Egitto era un centro culturale e politico di primaria importanza, dal grande respiro intellettuale. Vi erano sorte e si erano sviluppate nel tempo diverse scuole filosofiche. I docenti discutevano le idee dei critici, degli eclettici, e Platone era il preferito tra i vecchi maestri. Ad Alessandria il Neoplatonismo, la filosofia della rinascita pagana, aveva un profeta nella persona di Ammonio Sacca. Anche gli ebrei, molto numerosi, respiravano l'atmosfera cosmopolita, ed avevano assimilato il profondo retaggio culturale della città.  Avendo abbandonato l'uso dell'ebraico, trovarono necessario tradurre le Sacre Scritture in greco, che era loro più familiare. Nacque così la Septuaginta. Gli ebrei di Alessandria formarono la colonia più illuminata della Diaspora. Filone, il loro più grande pensatore, divenne una sorta di "Platone ebreo".
Alessandria era, insomma, uno dei principali luoghi in cui si poteva trovare quella particolare combinazione di paganesimo e speculazione cristiana noto come gnosticismo. Importanti maestri gnostici come Basilide e Valentino insegnarono ad Alessandria. E non sorprende, perciò, trovarvi anche dei cristiani. Vi erano in città diverse "scuole di istruzione orale" per catecumeni (coloro che intraprendono il percorso di fede che si conclude con l'ammissione al Sacramento del Battesimo) ufficialmente riconosciute dalla Chiesa. Le lezioni erano organizzate su due cicli: al primo potevano assistere anche i pagani, mentre l'insegnamento avanzato era impartito solo ai convertiti al cristianesimo. Il Didaskaleion era la scuola principale in quanto faceva risalire la propria fondazione direttamente a San Marco evangelista.
Nella seconda metà del II secolo, l'istituto acquisì un fondamentale sviluppo grazie all'opera del siciliano Panteno (e, secondo alcune fonti, grazie anche all'apologista Atenagora). Verso il 190 Panteno fu inviato missionario in India. Lasciò la guida della scuola al discepolo Clemente Alessandrino.
Il filosofo e teologo vi esercitò i propri insegnamenti fino alla persecuzione di Settimio Severo del 202. In seguito la scuola passò sotto il controllo del vescovo Demetrio e solo allora assunse le caratteristiche di una scuola catechetica ufficiale, divenendo un istituto di teologia per laici e quindi differenziandosi dalle scuole per catecumeni; la scuola fu affidata all'appena diciottenne Origene Adamanzio, destinato a diventare il più grande teologo della chiesa greca antica.
Nel 232 Origene, dopo la condanna all'esilio, lasciò la direzione della scuola ad Eracla per rifugiarsi a Cesarea di Palestina. Qui aprì una nuova scuola con annessa biblioteca. Sui libri di questa biblioteca si formò qualche decennio più tardi, Eusebio di Cesarea (265-340), Padre della Chiesa.
Dopo che il Concilio ecumenico di Costantinopoli (381) sancì il primato di Roma su Antiochia ed Alessandria, che fu relegata al terzo posto, scoppiarono dei tumulti nella città egiziana. Secondo Bojana Mojsov, la scuola fu distrutta nel corso della sommossa e non venne più ricostruita.

## Attività della Scuola di Alessandria
Sulle attività della Scuola di Alessandria si hanno molti documenti, sembra sostanzialmente che la sua attività si incentrasse su conferenze a carattere religioso e apologetico.
La Scuola fu luogo di cultura anche laica. Tutte le sette arti liberali (grammatica, logica, retorica, astronomia, geometria, musica e matematica) vi erano insegnate. In particolare rifulse lo studio dell'astronomia, per cui 
nel 325 il Concilio di Nicea affidò al Patriarca di Alessandria il compito di stabilire ogni anno la data della Pasqua. La Scuola medica alessandrina raccolse l'eredità della medicina greca nello studio dell'anatomia del cervello e della circolazione sanguigna. Vi prosperarono pure le pratiche farmacologiche.

## Cronologia dei rettori della Scuola
- Panteno (180 - 190 circa)
- Clemente (190 circa - 202 circa)
- Origene (202 circa - 231)
- Eraclio (231)
- Dionisio (231 - 248 circa)
- Teognosto (248 circa - 282)
- San Pierio (282 - ?)
- Achilla (? - 295)
- Pietro I di Alessandria (295 - 300)
- Didimo il Cieco (? - 398)